# Glittering days
Glittering days of 東方之珠 is een Hongkongse TVB-serie uit eind 2006.
Het verhaal vindt plaats in 1967 tot de vroege jaren 70. Het gaat over mandopopzangclubs in Hongkong. In de serie worden vele mandopopklassiekers gezongen die uit Taiwan komen. Toentertijd was mandopop de belangrijkste popmuziek.
Het beginlied "Dongfang zhi zhu/東方之珠" wordt gezongen door Liza Wang en het eindlied "Yiew yiew tik chok mien/遙遙的祝勉" door Charmaine Sheh & Wong Cho-Lam. Het andere eindlied "Paak wan t'ien/白雲天" wordt gezongen door Lisa Wang & Wong Cho-Lam.

## Verhaal
Gam Yin (Liza Wang) speelt een beroemde Shanghainese zangeres. Samen met Chu Siu-Kiu (Susanna Kwan) en Li Yuk-Fung (Cecilia Fong) maken ze deel uit van de band "Drie gouden bloemen". Toen Gam Yin tijdens de Tweede Wereldoorlog vluchtte, raakte ze haar zoon kwijt. Jaren later geeft ze les aan een zanggroep in een Hongkongse bar. De prominente zanger van die tijd, Ling Fung (Roger Kwok) en Gam Yin ontmoeten elkaar bij een zangavond, maar ze vinden elkaar niet aardig. Volgens Gam Yin bezorgt hij haar alleen maar ongeluk en noemt hem daardoor "wán sàn".
Chu Yuk-Lan (Charmaine Sheh) is Ling Fungs jeugdvriend uit haar Waitau geboortedorp in New Territories. Sindsdien is ze verliefd op hem. Ze verlaat het dorp om hem op te zoeken. Samen met haar varkentje en haar vader komen ze in het huis van Ling logeren.

## Casting
| Cast                  | Role                              | Description                                              |
| Liza Wang             | Gam Yin 金燕                      | zangeres ("Drie gouden bloemen") Law Dai-Deis moeder     |
| Roger Kwok            | Law Dai-Dei/Ling Fung 羅帶弟/凌丰 | zanger Gam Yins lang verloren zoon Chu Yuk-Lans geliefde |
| Charmaine Sheh        | Chu Yuk-Lan 朱玉蘭                | zanger Law Dai-Deis geliefde.                            |
| Susanna Kwan          | Chu Siu-Kiu 朱小嬌                | zangeres ("Drie gouden bloemen")                         |
| Sharon Chan           | Shang Mei-Lai (Carol) 常美麗      | Sheung Sings dochter                                     |
| Chris Lai             | Hui Wing-Hong (James) 許永康      |                                                          |
| Florence Kwok         | Lam Siu-Yan 藍小茵                | Kiu Ching-Cho's ex-vriendin.                             |
| Paul Chun Pui         | Chu Dai-Kat 朱大吉                | Chu Yuk-Lans vader                                       |
| Joel Chan             | Law Wai 羅威                      | zanger                                                   |
| Bill Chan             | Sheung Sing 常昇                  | Shang Mei-Lais vader                                     |
| Cecilia Fong (方伊琪) | Li Yuk-Fung 李玉鳳                | zangeres ("Drie gouden bloemen")                         |
| Halina Tam            | Fei Fei 菲菲                      | zangeres                                                 |
| Wong Cho-Lam          | San Peej Sing/mysterieuze stem    | radiopresentator                                         |

## Lijst van klassiekers die gezongen werden
- Carmen 卡門
- 鑽石
- Bu liao qing 不了情
- 打噴嚏
- 扮皇帝
- 扮靚仔
- Ye Shanghai 夜上海
- 夜來香
- 哥仔靚
- 高山青
- 詐肚痛
- 尋夢園
- Kaj kong chaj 雞公仔
- 明日之歌
- Lei de xiaoyu 淚的小雨
- 相思河畔
- 榴槤飄香
- 賭仔自嘆
- Foen lôk kam siew 歡樂今宵
- 可愛的人生
- 如果沒有你
- 我有一段情
- 我找到自己
- 我要你的愛
- 奇妙的約會
- Heung kong leng neuj tôh 香港靚女多
- Haj m haj keh cheh 係唔係嘅啫
- 娜奴娃情歌
- 像霧又像花
- 綠島小夜曲
- 我一見你就笑
- 往事只能回味
- 說不出的快活
- 點解我鍾意你
- Shi shang zhi you mama hao 世上只有媽媽好
- 只要為你活一天
- 姑娘十八一朵花
- Wo de xin li mei you ta 我的心裡沒有她
- Meilan Meilan wo ai ni 梅蘭梅蘭我愛你
- Lubian de yehua bu yao cai 路邊的野花不要採
- 噢！我哋個打令
- Bye bye love
- Circle game
- Kowloon Hongkong
- More than i can say
- One way ticket
- Oh Carol
- The end of the world